# Андреев, Владимир Григорьевич
Влади́мир Григо́рьевич Андре́ев (26 июня 1927 — 27 августа 1996) — советский офицер, участник подавления Венгерского восстания 1956 года в должности командира роты 104-го гвардейского механизированного полка 33-й гвардейской механизированной дивизии, гвардии старший лейтенант. Герой Советского Союза (18.12.1956), полковник в отставке (с 1979 года).

## Биография
Родился в станице Каневская Краснодарского края в семье служащего. По национальности русский. Член КПСС с 1953 года. Образование среднее. Учился в Кубанском медицинском институте в Краснодаре.
С 1947 года в рядах Советской Армии. В 1949 году окончил Кавказское Краснознамённое суворовское офицерское училище.
В должности командира роты 104-го гвардейского механизированного полка 33-й гвардейской механизированной дивизии гвардии старший лейтенант В. Г. Андреев участвовал в подавлении Венгерского восстания 1956 года.
Указом Президиума Верховного Совета СССР от 18 декабря 1956 года за мужество и отвагу, проявленные при выполнении интернационального долга гвардии старшему лейтенанту Андрееву Владимиру Григорьевичу присвоено звание Героя Советского Союза с вручением ордена Ленина и медали «Золотая Звезда» (№ 10805).
В 1962 году Андреев окончил Военную академию имени М. В. Фрунзе. С 1979 года гвардии полковник Андреев в запасе. Жил и работал в Новосибирске. Позднее переехал в город Донецк. Владимир Григорьевич погиб 27 августа 1996 года.

## Награды
- Медаль «Золотая Звезда» Героя Советского Союза (№ 10805)
- Орден Ленина
- Медали

## Память
- Имя Героя увековечено на мемориальной арке в Краснодаре.
- Имя Героя высечено золотыми буквами в зале Славы Центрального музея Великой Отечественной войны в Парке Победы города Москвы.
- Имя Героя увековечено на Аллее Героев у монумента Славы в Новосибирске[3].